# Netcabo Messenger
O Netcabo Messenger foi um serviço de conversações em tempo real que foi descontinuado. Consistiu numa adaptação do SAPO Messenger para o acesso aos clientes Netcabo (actualmente NOS). Permitia falar com contactos do MSN Messenger e do ICQ, enviar e receber SMS, fazer chamadas para telefones fixos, entre computadores e efectuar videoconferências de forma totalmente gratuita.
Até 2008, a PT Multimédia, que englobava a TV Cabo, integrava o grupo Portugal Telecom. Tendo a PT Multimédia separado-se do restante grupo PT, passando a designar-se ZON Multimédia. A PT detém agora o MEO, tendo o Netcabo Messenger deixado de ter suporte, parando este na versão 4.5. O Netcabo Messenger e o Sapo Messenger tinham as suas actualizações em simultâneo mas foram descontinuados entretanto.